# フライシュマン (鉄道模型メーカー)

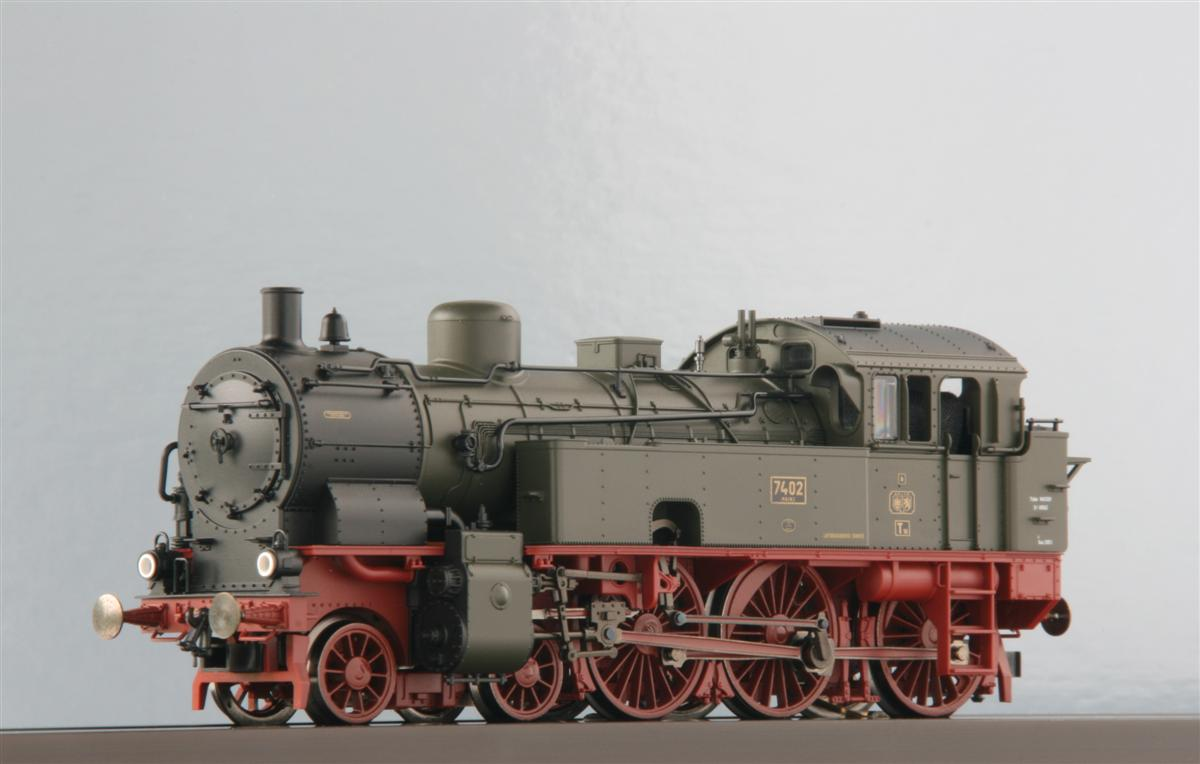
フライシュマン製HOゲージ (プロイセン王国鉄道T10型蒸気機関車)

フライシュマン (Fleischmann、Gebr. Fleischmann GmbH & Co. KG ) は、かつてドイツにあった独立した模型メーカーであり、現在はモデルアイゼンバーン・ホールディング傘下の模型メーカーである。

## 概要
ニュルンベルク近郊のハイルスブロンにおいて、フライシュマン家による家族経営で鉄道模型や玩具などを製造していた。2008年、経営悪化によりモデルアイゼンバーン・ホールディングに買収された。
鉄道模型はHOゲージを主に製造する。交流三線式HOゲージを「メルクリンシステム」と呼ぶのに対して、直流二線式を「フライシュマンシステム」と呼ぶことがある。また、ピッコロ (Piccolo ) のブランド名でNゲージも製造している。
2009年の売上高は1820万ユーロで、輸出比率は2割。ヨーロッパの鉄道模型市場での占有率はメルクリン、ホーンビィ、ロコに次いで4位の10%。従業員数は2010年現在で180名。

## 歴史
1887年、ドイツ南部のニュルンベルクでヨアン・フライシュマン (Jean Fleischmann) によって創業された。当初は船や動物のフィギュアなどのブリキ製の玩具を製造していた。1938年、ニュルンベルクのドール社 (Doll & Co ) を買収し、交流三線式のOゲージ鉄道模型と蒸気エンジン模型の製造を引き継いだ。ドール社のペーター・ドール (Peter Doll ) によってフライシュマン向けに新規にOゲージ製品が設計されたものの、第二次世界大戦の影響で停止され、戦後の1949年にフライシュマンブランドでの製造を開始した。蒸気エンジン模型や玩具は1969年までドールブランドで製造が続けられた。
1952年に現在主力となるHOゲージ市場に参入、1969年にNゲージ市場にピッコロブランドで参入した。プロトタイプは西ドイツを中心としたヨーロッパの鉄道が中心である。1967年からスロットカーに参入したが、後に撤退している。
2008年、オーストリアの鉄道模型メーカーであるロコの親会社のモデルアイゼンバーン・ホールディングに買収された。

## 製品
HOゲージとNゲージの鉄道模型を製造している。製品は射出成形によるプラスチック製が殆どだが、動力車などの車両は一部ダイキャスト製部品が使用されている。線路や電源装置・デジタルコマンドコントロール、ストラクチャー・アクセサリーなども展開されており、同社製品のみでドイツの鉄道の情景を再現することも可能である。
初心者や入門者向けに車両、線路、制御装置が入ったスタートセットが毎年発売されている。近年ではデジタルコマンドコントロール仕様のスタートセットも登場している。

### 車両
HOゲージでは、本来縮尺1/87であるが、同社では長さ方向のみ縮尺1/93のショーティーモデルとしているものがある。また、かつてはリバロッシなどのように大きさを縮尺1/80前後とした製品が多かった。モデルアイゼンバーン・ホールディング傘下においては、1980年代までのドイツの車両はフライシュマンで、1980年代以降のドイツの車両とドイツ以外の車両はロコから発売されることになった。
Nゲージはピッコロブランドで展開されている。同社ではロコ製品を引き継ぎ、ピッコロブランドに統合した。
いずれも直流二線式が採用されている。HOゲージではメルクリンシステムに対応する交流三線式の動力車も製造している。また、客車などの非動力車用にメルクリンの線路規格にあわせた専用車輪があり、メルクリンシステムで使用する際には交換が必要なものもあるため注意が必要である。
カプラー (連結器) は、HOゲージではヨーロッパ標準のループ式カプラーと、フライシュマン独自のプロフィカプラーの2種類があり、Nゲージでもラピードカプラーとプロフィカプラーがある。かつてHOゲージではベーカー式カプラーが使用されていた。新しいHOゲージ製品ではNEM-362規格のカプラーポケットが採用されており、この規格に準ずるカプラーであれば交換は容易である。また、Oeゲージ(Oナローゲージ)のマジックトレイン製品ではラピードカプラーが使用されていたが、これもNEM-362規格のカプラーソケット対応ではないものの容易に交換できるようになっていた。

### 線路
HOゲージでは、「道床つき」のプロフィレール (PROFI-Greis) と、「道床なし」のモデルレール (Modell-Greis) があり、両者において「組み立て式線路」と「フレキシブル線路」が存在する。プロフィレールの組み立て式線路の道床 (土台) は硬いプラスチック製であるが、フレキシブル線路の道床はやわらかいゴム製となっている。
Nゲージでは、「道床つき線路」は旧来からのピッコロ製品で、「道床なし線路」は旧ロコのNゲージ用線路である。ラック式登山列車向けとして、鋸刃状のラックレールがHOゲージ、Nゲージともにある。ポイントやターンテーブルなどの動作部分は交流三線式となっている。
PROFI-Greis (道床つき、プロフィレール)
基本となる直線の長さは200mm、フレキシブル線路は800mm。曲線半径は内側から356.5mm、420mm、483.5mm、547mmである。ポイントや交差線路なども存在し、お手軽なお座敷レイアウト・フロアーレイアウトや、卓上レイアウトから本格的なレイアウト・ジオラマの製作が可能である。
Modell-Greis (道床なし、モデルレール)
基本となる直線の長さは102mm、フレキシブル線路は981mm。曲線半径は内側から357mm、415mmであるが、小型車両用に250mmのものもある。ポイント線路や交差線路なども存在し、本格的なレイアウト・ジオラマの製作に使用されることが多い。
N-Greis mit Schotterbett (道床つき、ピッコロ線路)
基本となる直線の長さは111mm、フレキシブル線路は777mm。曲線半径は内側から192mm、225.6mm、396.4mm、430mmである。さまざまなポイント線路や交差線路が存在する。
N-Greis ohne Schotterbett (道床なし、旧ロコ線路)
基本となる直線の長さは104.2mm、フレキシブル線路は730mm。曲線半径は内側から194.6mm、228.2mm、261.8mm、329mm、362.6mm、480mmである。

### ストラクチャー・アクセサリー
HOゲージ、Nゲージにてターンテーブルが手動式・電動式で製品化されている。またターンテーブルに合う扇形機関庫や給炭設備などがキットにて製品化されている。また簡素なミニカーもある。信号や踏切なども展開されている。

### 制御装置
制御機器 (電源装置) は、ドイツ国内向けは交流230ボルト入力、直流14ボルト出力が標準である。

### 印刷物
毎年カタログが発行されている。HOゲージ用とNゲージ用に別けられている。

## 外部サイト
- 公式サイト